# Ernesto Mahieux

Ernesto Mahieux in L'imbalsamatore (2002)

Ernesto Mahieux (Napoli, 12 luglio 1946) è un attore italiano.

## Biografia
La passione del padre per la musica e il teatro lo orientano verso la recitazione fin dall'infanzia. Abbandona gli studi, che completerà più tardi, per iniziare a lavorare e ricopre occupazioni diverse e precarie; in quel periodo vive a Roma e Milano, recitando in piccole compagnie "underground". Tra la seconda metà degli anni settanta e l'inizio degli anni ottanta, con il ruolo di primo comico, prende parte a numerosi sceneggiati di grande successo, tra cui Esposito Teresa del 1980, Tanti auguri del 1983 e Eternamente del 1984, tutti di Alberto Sciotti.
La prima svolta in carriera arriva agli inizi degli anni ottanta, con un'apparizione in Giuramento (1982) di Alfonso Brescia, con Mario Merola, dove interpreta il "Re della Scopa". In Torna e Guapparia, entrambi del 1984, affianca ancora Mario Merola. Con Maccheroni di Ettore Scola, al fianco di Marcello Mastroianni e Jack Lemmon, inizia ad emanciparsi dal ruolo di caratterista. Partecipa alle trasposizioni shakespeariane di Tato Russo.
Sul versante cinematografico, Ternosecco di Giancarlo Giannini, Separati in casa di Riccardo Pazzaglia e Aitanic, musical di Nino D'Angelo, anticipano la seconda svolta della sua carriera: l'incontro con Matteo Garrone. Nel 2001, l'antieroe impersonato ne L'imbalsamatore, un tassidermista perverso, omosessuale, ossessivo e vicino alla camorra gli vale il David di Donatello 2003 come miglior attore non protagonista.
Si moltiplicano a quel punto gli impegni cinematografici, tra il surrealismo di Chiamami Salomè di Claudio Sestieri e l'ironia di ...e se domani con Luca e Paolo, fino al sodalizio artistico con Federico Zampaglione, che gli vale prima l'apparizione nel videoclip de I giorni migliori dei Tiromancino e poi il ruolo del portiere Carmine in Nero bifamiliare (2007). In televisione prende parte, nel 2004, alla popolare sit-com Camera Café nel ruolo dello psicologo aziendale Sergio.
Mahieux risiede poi a Torre del Greco. Nel 2008 partecipa alla trasposizione teatrale di Gomorra, romanzo di Roberto Saviano. Nel 2009 è tra i protagonisti di Fortapàsc di Marco Risi, dedicato alla figura di Giancarlo Siani. Nel 2011 interpreta un giornalista specializzato in alta moda nel film Sotto il vestito niente - L'ultima sfilata. Nel 2012 compare nella quarta stagione di Squadra antimafia - Palermo oggi, serie tv nella quale interpreta il ragioniere Parrini. In Una pallottola nel cuore è il mago Clem. Nel 2012 è nel cast de La moglie del sarto, per la regia di Massimo Scaglione. Nel 2017 partecipa al film Gramigna, di Sebastiano Rizzo.

## Filmografia

### Cinema
- Giuramento, regia di Alfonso Brescia (1982)
- Torna, regia di Stelvio Massi (1984)
- Guapparia, regia di Stelvio Massi (1984)
- Maccheroni, regia di Ettore Scola (1985)
- Separati in casa, regia di Riccardo Pazzaglia (1986)
- Ternosecco, regia di Giancarlo Giannini (1987)
- Chiari di luna, regia di Lello Arena (1988)
- C'è posto per tutti, regia di Giancarlo Planta (1989)
- Aitanic, regia di Nino D'Angelo (2000)
- L'imbalsamatore, regia di Matteo Garrone (2002)
- L'avvocato De Gregorio, regia di Pasquale Squitieri (2003)
- Pater familias, regia di Francesco Patierno (2003)
- Gli angeli di Borsellino, regia di Rocco Cesareo (2003)
- Vaniglia e cioccolato, regia di Ciro Ippolito (2004)
- Te lo leggo negli occhi, regia di Valia Santella (2004)
- Chiamami Salomè, regia di Claudio Sestieri (2005)
- Raul - Diritto di uccidere, regia di Andrea Bolognini (2005)
- Ventitré, regia di Duccio Forzano (2005)
- Troppo belli, regia di Ugo Fabrizio Giordani (2005)
- All the Invisible Children (episodio Ciro), regia di Stefano Veneruso (2006)
- ...e se domani, regia di Giovanni La Parola (2005)
- Il punto rosso, regia di Marco Carlucci (2006)
- Nuovomondo, regia di Emanuele Crialese (2006)
- Salvatore - Questa è la vita, regia di Gian Paolo Cugno (2006)
- Mi fido di te, regia di Massimo Venier (2007)
- 7/8 - Sette ottavi, regia di Stefano Landini (2007)
- Nero bifamiliare, regia di Federico Zampaglione (2007)
- Hotel Meina, regia di Carlo Lizzani (2007)
- Lascia perdere, Johnny!, regia di Fabrizio Bentivoglio (2007)
- L'imbroglio nel lenzuolo, regia di Alfonso Arau (2009)
- Fortapàsc, regia di Marco Risi (2009)
- Liberiamo qualcosa, regia di Guido Tortorella (2009)
- Napoli, Napoli, Napoli, regia di Abel Ferrara (2009)
- La valigia sul letto, regia di Eduardo Tartaglia (2010)
- Il profumo dei gerani, regia di Pasquale Falcone (2010)
- Un giorno della vita, regia di Giuseppe Papasso (2011)
- Senza arte né parte, regia di Giovanni Albanese (2011)
- Ganja Fiction, regia di Mirko Virgili (2011)
- Il ragioniere della mafia, regia di Federico Rizzo (2011)
- Sotto il vestito niente - L'ultima sfilata, regia di Carlo Vanzina (2011)
- La meravigliosa avventura di Antonio Franconi, regia di Luca Verdone (2011)
- Cristina, regia di Antonio Castaldo (2012)
- All'ultima spiaggia, regia di Gianluca Ansanelli (2012)
- La moglie del sarto, regia di Massimo Scaglione (2012)
- Nina, regia di Elisa Fuksas (2012)
- Una domenica notte, regia di Giuseppe Marco Albano (2013)
- AmeriQua, regia di Marco Bellone e Giovanni Consonni (2013)
- Sono un pirata, sono un signore, regia di Eduardo Tartaglia (2013)
- Uno anzi due, regia di Francesco Paolini (2014)
- Noi e la Giulia, regia di Edoardo Leo (2015)
- Soldato semplice, regia di Paolo Cevoli (2015)
- Ballad in Blood, regia di Ruggero Deodato (2016)
- La gamba, regia di Salvatore Allocca (2016)
- Quel bravo ragazzo, regia di Enrico Lando (2016)
- Mister Felicità, regia di Alessandro Siani (2017)
- Fausto & Furio, regia di Lucio Gaudino (2017)
- La guerra dei cafoni, regia di Davide Barletti e Lorenzo Conte (2017)
- I peggiori, regia di Vincenzo Alfieri (2017)
- La parrucchiera, regia di Stefano Incerti (2017)
- Gramigna, regia di Sebastiano Rizzo (2017)
- Il sindaco del rione Sanità, regia di Mario Martone (2019)
- Attenti al gorilla, regia di Luca Miniero (2019)
- Il ladro di cardellini, regia di Carlo Luglio (2019)
- Anime borboniche, regia di Paolo Consorti e Guido Morra (2021)
- Io non sono nessuno, regia di Geraldine Ottier (2024)
- Il complottista, regia di Valerio Ferrara (2025)

### Televisione
- Doppio agguato, regia di Renato De Maria (2003)
- Camera Café (2004)
- La caccia, regia di Massimo Spano (2004)
- Pane e libertà, regia di Alberto Negrin (2009)
- Neve sporca, regia di Davide Marengo (2009)
- Squadra antimafia 4 - Palermo oggi - serie TV, episodi 3-5 (2012)
- Una pallottola nel cuore, regia di Luca Manfredi (2014)
- Generazione 56k - serie TV, episodi 2-3 (2021)
- Bang Bang Baby, regia di Michele Alhaique - serie Prime Video, 3 episodi (2022)
- Tutto per mio figlio, regia di Umberto Marino - film TV (2022)
- La legge di Lidia Poët – serie TV, episodio 2x05 (2024)
- Uonderbois – serie TV (2024)
- Sara - La donna nell’ombra – serie TV, 2 episodi (2025)

## Teatro
- Non è vero ma ci credo, regia di Armando Cafaro (1974)
- Antonio Petito, regia di Gianni Crosio (1975)
- Chi è chiù felice 'e me, regia di Ernesto Mahieux (1976)
- Cantando e farsando che male ti fò, regia di Ernesto Mahieux (1976)
- Chiamate Napoli 081, con Mario Merola (1982)
- Zappatore, con Mario Merola (1983)
- Eternamente, di Alberto Sciotti con Mario e Sal Da Vinci (1983)
- Felicissima sera, con Mario Merola (1985)
- Questa sera Amleto, regia di Antonio Calenda (1985)
- Nuie, vuie e 'nu poco 'e teatre, regia di Romeo De Bagis (1986)
- Matrimonio di Figaro, regia di Giancarlo Cobelli (1986)
- Varietà perché sei morto, con Fiorenzo Fiorentini, regia di Ennio Coltorti (1986)
- Canzoni d'amore e di strada, regia di Nicola Fiore (1987)
- L'opera da tre soldi, regia di Tato Russo (1988) - Spettacolo inaugurale della riapertura del teatro Bellini.
- Con Il teatro Bellini di Napoli lavora fino al 2002 partecipando ad innumerevoli spettacoli con la regia di Tato Russo
- E tre cazune furtunate, regia di Giacomo Rizzo (1994)
- Amleto, regia di Tato Russo (1995)
- Nati sotto contraria stella: ovvero Giulietta e Romeo, regia di Leo Muscato (2007)
- Gomorra, regia di Mario Gelardi, trasposizione teatrale del testo di Roberto Saviano (2008)
- Uscita di emergenza, regia di Pierpaolo Sepe (2013)
- Carmen, regia di Mario Martone (2015)
- La morte di Danton, regia di Mario Martone (2016)
- L'anatra all'arancia, regia di Luca Barbareschi (2017-2018-2019)
- Operazione San Gennaro, regia di Massimo Ghini (2018)
- Gli onesti della banda, regia di Giuseppe Miale Di Mauro (2018-2019)
- Per una bomba in meno, regia di Massimo Mahieux (2019-2020)
- Quanto spazio fra di noi, regia di Eduardo Tartaglia (2020)
- Uomo e galantuomo, di Eduardo De Filippo, regia di Armando Pugliese (2022)

## Riconoscimenti
- David di Donatello
  - 2003 – Migliore attore non protagonista per L'imbalsamatore

- Nastro d'argento
  - 2003 – Candidatura al migliore attore non protagonista per L'imbalsamatore
  - 2009 – Candidatura al migliore attore non protagonista per Fortapàsc

- Globo d'oro
  - 2003 – Miglior attore rivelazione per L'imbalsamatore